# Pontevedra
Pontevedra ou Ponte Vedra é um município (concello em galego) e uma cidade, capital da província homónima na Galiza, no noroeste de Espanha. Pertence à comarca de Pontevedra, tem 117 km² de área e em 2021 a população do município era de 83 114 habitantes (densidade: 710,4 hab./km²). É uma cidade principalmente monumental, administrativa, turística e de serviços.
A cidade, capital da região turística das Rías Baixas e do Caminho Português de Santiago, encontra-se  110 km a sul da Corunha, 60 km a sul de Santiago de Compostela, 105 km a noroeste de Ourense e 50 km a norte da fronteira portuguesa (Tui-Valença).
A cidade é conhecida por se ter tornado um modelo internacional de planeamento urbano e de pedonalização. Em 2014 a ONU outorgou-lhe o prémio Habitat pela sua qualidade da vida urbana e políticas de mobilidade tendo-se convertido segundo este organismo internacional numa das melhores cidades europeias para viver. É a cidade galega que tem mais ruas para peões e espaços verdes por habitante. Pontevedra é um modelo a nível internacional e tem recebido prémios em Bruxelas, Nova Iorque, Honcongue ou no Dubai. O prestigioso jornal britânico The Guardian qualificou-a em 2018 como o paraíso entre as cidades espanholas. Em 2020 a cidade ganhou o primeiro prémio da Comissão Europeia para a segurança urbana.
Para além da igreja da Virgem Peregrina, outro símbolo importante da cidade é o Papagaio Ravachol, cuja estátua se encontra no centro da cidade.

## História

### Lenda da fundação
Segundo uma lenda de caráter erudito criada no Renascimento para dotar a cidade de uma origem fantástica, Pontevedra teria sido fundada por Teucro, um dos heróis da Guerra de Troia. A lenda afirma que o herói chegou a estas terras após ter sido recusado pelo pai dele, Télamo, e fundou um assentamento com o nome de Helenes, após o que se casou com Helena, filha do rei Putreco que nesse momento dirigia o exército grego até à cidade de Atenas.[carece de fontes?] Possivelmente[carece de fontes?] essa lenda terá sido baseada numa passagem de Estrabão, que citando Asclepíades de Mírlea, relata que ao voltar da Guerra de Troia os companheiros de Teucro se estabeleceram na Galécia (em latim: Callaicia; correspondente à atual Galiza), onde fundaram duas cidades — Helenes e Anfílocos — a segunda em honra a Anfíloco, que lá morrera.
O certo é que os diversos estudos arqueológicos não demonstraram uma presença humana anterior à época romana. A lenda inspirou uma inscrição existente na fachada do ayuntamiento (sede do município):
|  | FVNDOTE TEVCRO VALIENTE DE AQVESTE RIO EN LA ORILLA PARA QUE EN ESPAÑA FVESES DE VILLAS LA MARAVILLA DEL ZEBEDEO LA ESPADA CORONA TU GENTILEZA VN CASTILLO PVENTE Y MAR ES TIMBRE DE TV NOBLEZA |  | Fundou-te o valente Teucro na margem deste rio para que Espanha fosses das vilas a maravilha de Zebedeu a espada coroa a tua gentileza um castelo, uma ponte e mar que é timbre da tua nobreza |  |

### Época romana
A historiografia tradicional afirma que a cidade tem origem no assentamento de Ad Duos Pontes. No entanto, estudos mais recentes relacionam a fundação de Pontevedra com o assentamento de Turocqua, na margem sul do Lérez. O topónimo Pontevedra deriva do latim e significa "ponte velha". O nome de Duos Pontes (duas pontes) deve-se à existência de duas pontes na área.
Depois da integração da Galécia no Império Romano, foram construídas uma série de vias de comunicação, que ligavam comercial e militarmente a província com o resto da Península Ibérica. A Via XIX do Itinerário de Antonino, que ligava Brácara Augusta (atual Braga) a Luco Augusto (atual Lugo) e Astúrica Augusta (atual Astorga), cruzava o rio Lêres em Pontevedra. Turocqua situava-se nas imediações onde hoje se encontra a ponte do Burgo, em pleno centro histórico. A descoberta em 1988, na cabeceira sul da ponte, de um marco miliário dedicado ao imperador romano Adriano no ano 137 confirma a passagem da estrada romana naquele local.

### Séculos XII–XV
Durante o reinado de Fernando II na Galiza, na última parte do século XII assistiu-se a alguma reativação da atividade comercial, graças à restauração de caminhos e pontes. O local hoje ocupado pela cidade voltou a repovoar-se, depois de se ter assistido a um certo abandono na Alta Idade Média. A ponte romana que tinha dado o nome ao lugar estava então em ruínas, pelo que foi substituída por uma nova, que ainda hoje existe, embora com algumas modificações.
Atualmente já não existe o foral original concedido por Fernando II, mas uma confirmação dele por Afonso X em 1264. Os privilégios e isenções que se foram concedendo à cidade atuaram como importantes dnamizadores da sua atividade económica. Entre as concessões destacam-se o monopólio do fabrico de saín na Galiza e da cura de peixe (não da salga), em 1229, e a adjudicação do porto de carga e descarga da Galiza em 1452.

Pontevedra e a sua ria em 1634.

As sucessivas ampliações do recinto muralhado pontevedrês foram determinadas pelo crescimento demográfico e pelo desenvolvimento de atividades económicas na vila, que necessitava de espaços mais amplos para poder expandir-se. A tudo isto juntava-se o desejo da Coroa de controlar a produção e o trânsito de mercadorias. A economia da cidade alcança o seu maior esplendor durante o reinado de Henrique IV de Castela, que em 1467 concede o privilégio de uma feira franca, de 30 dias de duração, que decorre quinze dias antes da festa de São Bartolomeu. Para a realização destas feiras, a muralha foi novamente ampliada para criar a Praça de Ferrería, onde decorria a feira. Esta foi recuperada no ano 2000, realizando-se no primeiro fim de semana de setembro.

### Séculos XVI–XVIII
Desde o Baixa Idade Média e até ao século XVI, Pontevedra torna-se na cidade mais populosa da Galiza, com um grande porto pesqueiro ligado ao comércio internacional, no qual se destaca a exportação de peixe salgado para Portugal. A nau Santa Maria, usada por Cristóvão Colombo na viagem em que descobriu a América, foi construída em Pontevedra pelo poderoso Grémio de Mareantes, o que está na origem do seu cognome A Galega.

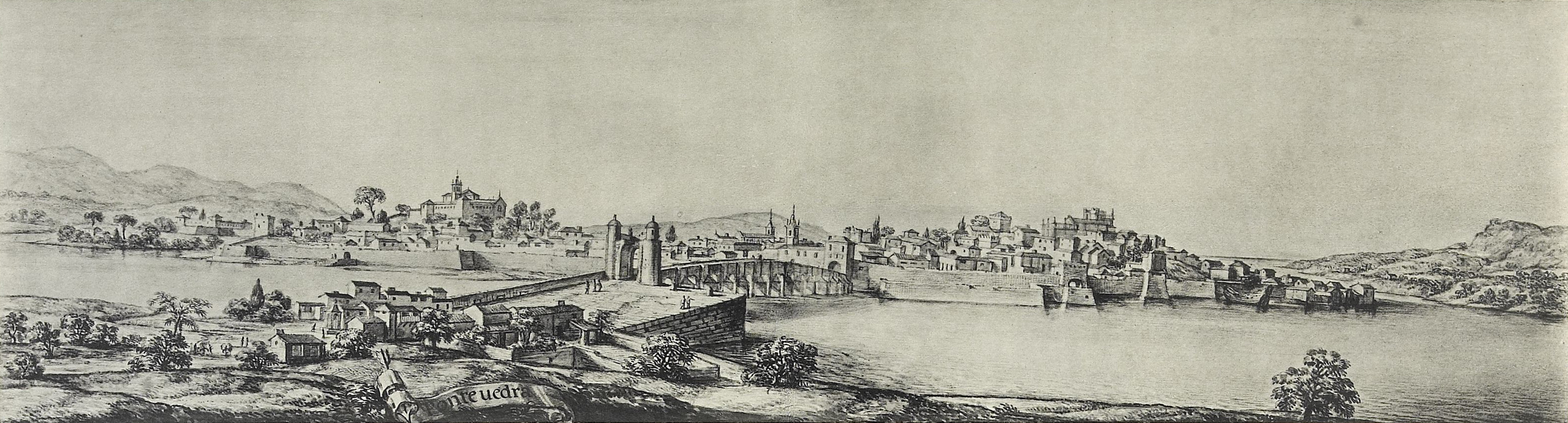
Pontevedra, em 1669, numa ilustração de Pier Maria Baldi

No entanto, a partir do fim do século XVI, a cidade entraria em decadência, primeiro devido ao abandono por parte da Coroa de Castela e depois devido a sucessivas guerras e, principalmente, pela diminuição da profundidade do rio Lérez, o que levaria ao desaparecimento das relações comerciais que se desenvolviam no antigo bairro marítimo da Moureira. A crise, cujos sinais começaram a ser notórios no final do século XVI, aprofundou-se nos séculos XVII, XVIII e XIX.
Durante os séculos XVII e XVIII a decadência agudizou-se devido à instabilidade política provocada pelas constantes guerras que ocorreram nesse período (Portugal e a sucessão espanhola, a ocupação inglesa, etc.), que contribuíram para o declínio do comércio exterior. A população de Pontevedra reduziu-se para metade, quando na Galiza duplicou e no resto da comarca de Pontevedra triplicou. Esta crise demográfica foi provocada por epidemias e graves doenças.

### Século XIX
No início do século XIX, a economia de Pontevedra baseava-se fundamentalmente na atividade artesã, no comércio e, em menor escala, na pesca e na agricultura. Em 1833, com a criação das províncias, torna-se a capital da província homónima, o que deu origem a que se tornasse um importante centro administrativo. Nesta época, devido à necessidade de ter espaços para edificação, a cidade muda a sua fisionomia, derrubando-se muralhas e abrindo-se novas ruas, como a que hoje vai de Oliva até Virje do Caminho (atual Rua García Camba) ou a que vai desde a Rua do Comércio até Michelena. Foram também empreendidas obras de infraestrutura e saneamento, construídas escolas e hospitais, criados espaços de uso público como a Alameda do Arquiteto Alejandro Sesmero, e chega o caminho-de-ferro.

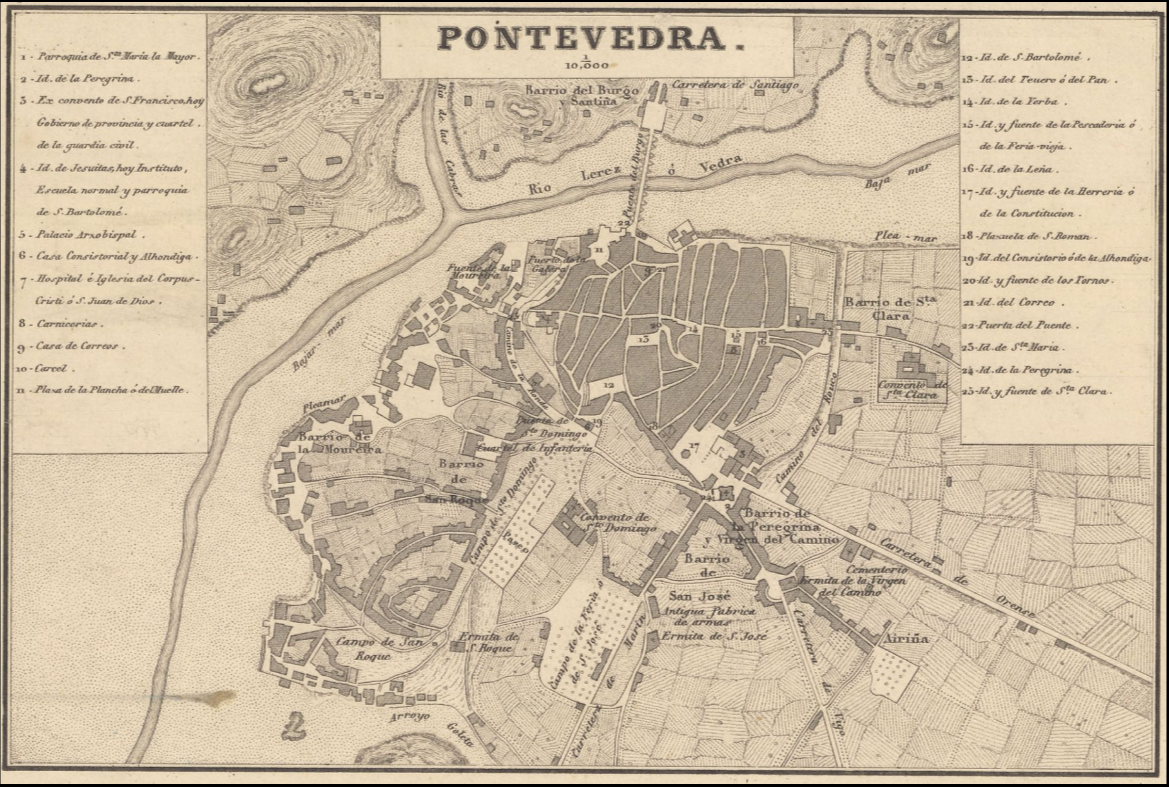
Mapa da cidade do século XIX, por Francisco Coello de Portugal y Quesada

### Século XX
As primeiras décadas do século XX são um período de grande efervescência cultural e política em Pontevedra. É nesta altura que é criada a Missão Biológica da Galiza, em 1921, e dez anos depois foi fundado o Partido Galeguista de Pontevedra, que esteve na origem do nacionalismo galego atual. Fundado e liderado por, entre outros, Afonso Castelao e Alexandre Bóveda, alguns meses depois de ser fundado uniu-se para formar o Partido Galeguista, dirigido por Castelao e Bóveda.
Em 1936 tem lugar o levantamento militar do general Franco, que deu origem à Guerra Civil Espanhola, fomentada pelos ódios acumulados durante anos. À guerra seguiu-se a repressão dos triunfadores, que assassinaram, fuzilaram ou obrigaram a fugir para o exílio numerosas pessoas. As duas primeiras décadas da ditadura franquista são de grandes dificuldades económicas para a maioria da população. Nos anos 1940-1960, o governo da ditadura franquista concedeu uma Zona Franca e um Pólo de Desenvolvimento à cidade vizinha de Vigo, um caso raro em Espanha (para uma cidade que não é uma capital provincial), o que favoreceu o desenvolvimento desta cidade na província de Pontevedra em detrimento da capital provincial, Pontevedra, tornando-se cidades rivais.
A situação começou a mudar na década de 1960, que se caraterizou por um desenvolvimento sustentado que se tornou mais notório no início dos anos 1970, coincidindo com a morte de Franco em 1975 e com a transição democrática. Durante este período desenvolveu-se extraordinariamente o setor da construção, que até à atualidade é um dos grandes motores da economia local.

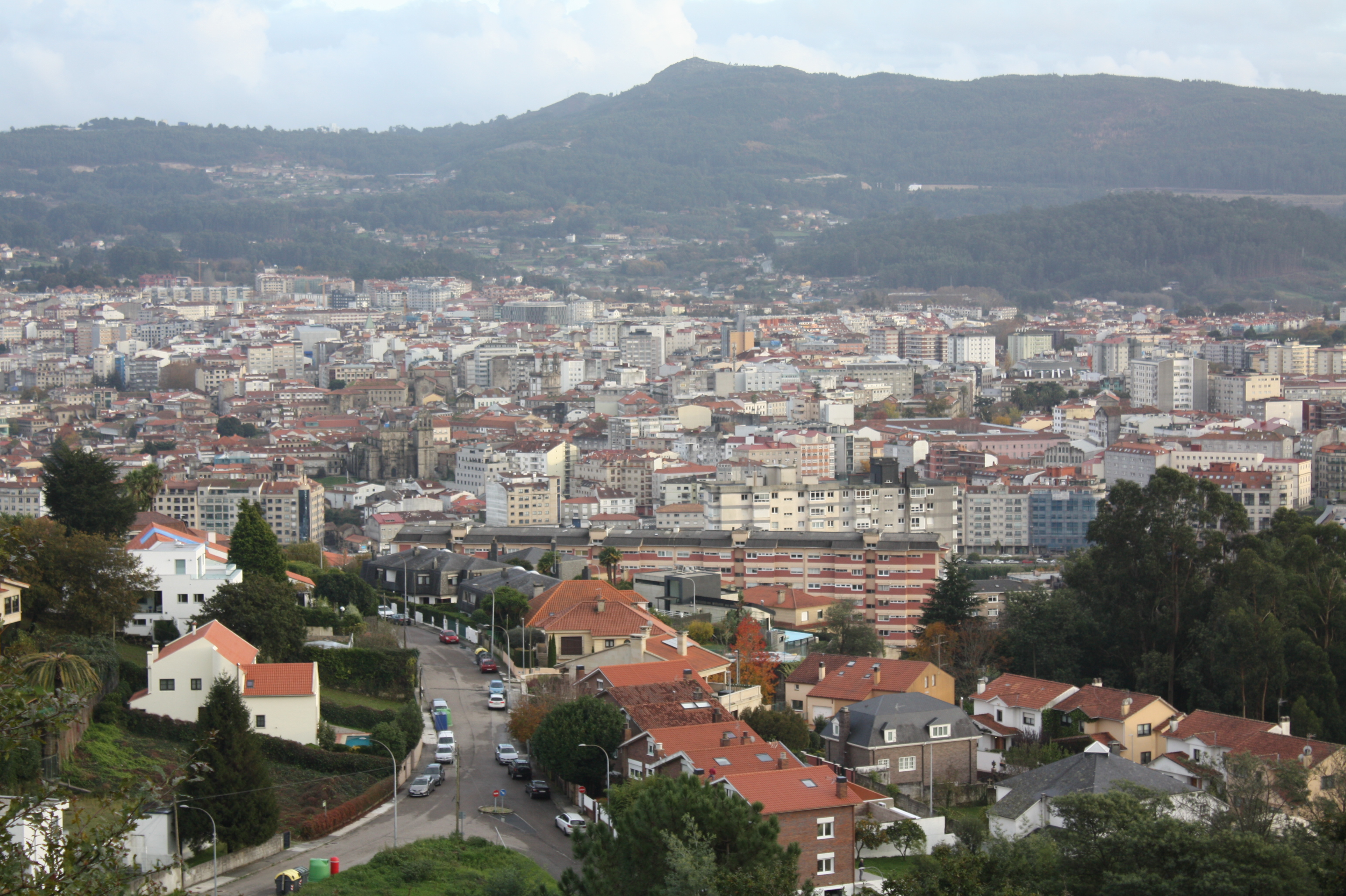
Vista parcial da cidade a partir do bairro da Caeira

Nos últimos anos, a cidade tem vindo a prestar homenagem a diversas personalidades galegas. Em 1999, a Câmara Municipal de Pontevedra rendeu pela primeira vez uma homenagem institucional a Alexandre Bóveda, uma figura chave da história contemporânea da Galiza, assassinado a 17 de agosto de 1936 pelos franquistas, bem como a outras figuras importantes na história política de Pontevedra que foram fuziladas a 12 de novembro do mesmo ano por defenderem a Galiza, a liberdade e a justiça social: o comandante Ramiro Paz, o mestre Xermán Adrio, o advogado e ex-governador civil Xosé Adrio, os médicos Amancio Caamaño, Luis Poza Pastrana e Telmo Bernárdez, o capitão Juan Rico González, o professor Paulo Novás, o industrial Benigno Rey Pavón e o escritor Víctor Casas.
O governo municipal de Pontevedra foi até 1999 um espécie de feudo do Partido Popular da Galiza (PPdeG), mas nesse ano as eleições municipais foram ganhas pelo médico Miguel Anxo Fernández Lores, do Bloco Nacionalista Galego (BNG). Miguel Anxo governou o concelho em coligação com María Teresa Casal, do Partido dos Socialistas da Galiza (PSdeG ou PSdeG-PSOE). Nas eleições de 2011, os socialistas perderam metade dos seus vereadores e o BNG ganhou mais quatro; desde então o executivo municipal é dirigido por Miguel Anxo em coligação com o PSdeG-PSOE.

## Geografia
O município situa-se a nordeste, leste e sudeste do início da ria de Pontevedra, prolongando-se até ao início da ria de Vigo e ao rio Verdugo, através das paróquias de A Canicouva e Ponte Sampaio, as quais formam uma espécie de exclave. Na zona sul de O Castelo e existe uma pequena ilha com o mesmo nome que também faz parte do município de Pontevedra. O município ocupa os vales fluviais do Lérez e do rio dos Gafos; a parte sudoeste ocupa a margem sul da ria de Pontevedra.
| Municípios limítrofes de Pontevedra |                     |                |
| Meis                                | Barro, Moraña       | Campo Lameiro  |
| Poio                                |                     | Cotobade       |
| Vilaboa, Marín                      | Soutomaior, Vilaboa | Ponte Caldelas |

Pontevedra situa-se no fundo da ria de Pontevedra, na margem esquerda do rio Lérez que desemboca na ria a quatro quilómetros da cidade. Assenta numa elevação rochosa relativamente aplanada pela erosão, que embora não seja muito alta, obriga o rio Lérez a rodeá-la pelo norte antes de desembocar na ria. Esta situação faz com que as únicas ruas com inclinação assinalável sejam as que baixam para a zona costeira e do rio. A localização sempre foi importante estrategicamente, pois é o ponto mais ocidental (mais próximo do mar) onde se pode cruzar a ria no sentido norte-sul através de uma ponte.
O concelho é constituído por mais 18 paróquias civis:
- Alba (Santa María)
- Bora (Santa Mariña)
- O Burgo (San Bartolomeu e Santa María)
- Campañó (San Pedro)
- Campolongo (San Xosé)
- A Canicouva (Santo Estevo)
- Cerponzóns (San Vicente)
- Lérez (San Salvador)
- Lourizán (Santo André)
- Marcón (San Miguel)
- Mourente (Santa María)
- Ponte Sampaio (Santa María)
- Salcedo (San Martiño)
- Santa María de Xeve (Santa María)
- Tomeza (San Pedro)
- Verducido (San Martiño)
- A Virxe do Camiño
- Xeve (Santo André)

Pontevedra é uma cidade que conta com muitos bairros. Historicamente, o mais conhecido é O Burgo, famoso pela sua ponte e por estar situado entre os sapais de Alba e do Lérez. Monte Porreiro é uma zona residencial por excelência, juntamente com Campolongo, situado no centro urbano. Mollavao carateriza-se por ter muitos militares entre os seus residentes. A Parda encontra-se em expansão e se continuar a crescer ao ritmo dos últimos anos tornar-se-á um dos bairros mais importantes da cidade. Outros bairros importantes são A Moureira, Valdecorvos, A Seca e Salgueiriños.

### Meio ambiente e áreas verdes
Pontevedra tem vários jardins e parques espalhados pela cidade. No seu conjunto, e não contando com os mais pequenos, eles ocupam uma área de 190 000 m², ou seja, 2,3 m²/habitante.
- Parque das Palmeiras — Embora não exista oficialmente, chama-se Parque das Palmeiras ao conjunto dos Jardins de Colombo (Colón), de Vincenti e da Deputação Provincial, ocupando uma área de 20 000 m². Tem continuidade com a Alameda e a Gran Vía de Montero Ríos, o que faz dele o parque mais importante e mais central da cidade.
- Alameda de Pontevedra e a Gran Vía de Montero Ríos — A Alameda de Pontevedra é possivelmente o parque mais antigo da cidade. Com 21 000 m², tem dois passeios, árvores e um café. Nele se situa o monumento aos heróis de Puente Sampayo.
- Parque de Campolongo — Construído nos anos 1970 para servir a população da nova área residencial de Campolongo, conta com cerca de 19 000 m² de passeios, jardins, instalações desportivas e uma igreja (San Xosé de Campolongo).
- Ilha das Esculturas — Também chamada Ilha do Covo, situa-se na foz do rio Lérez. Tem aproximadamente 130 000 m² e alberga esculturas de artistas conhecidos de diversos países, um pequeno desvio do Lérez, zonas verdes e passeios. É o maior parque da cidade.

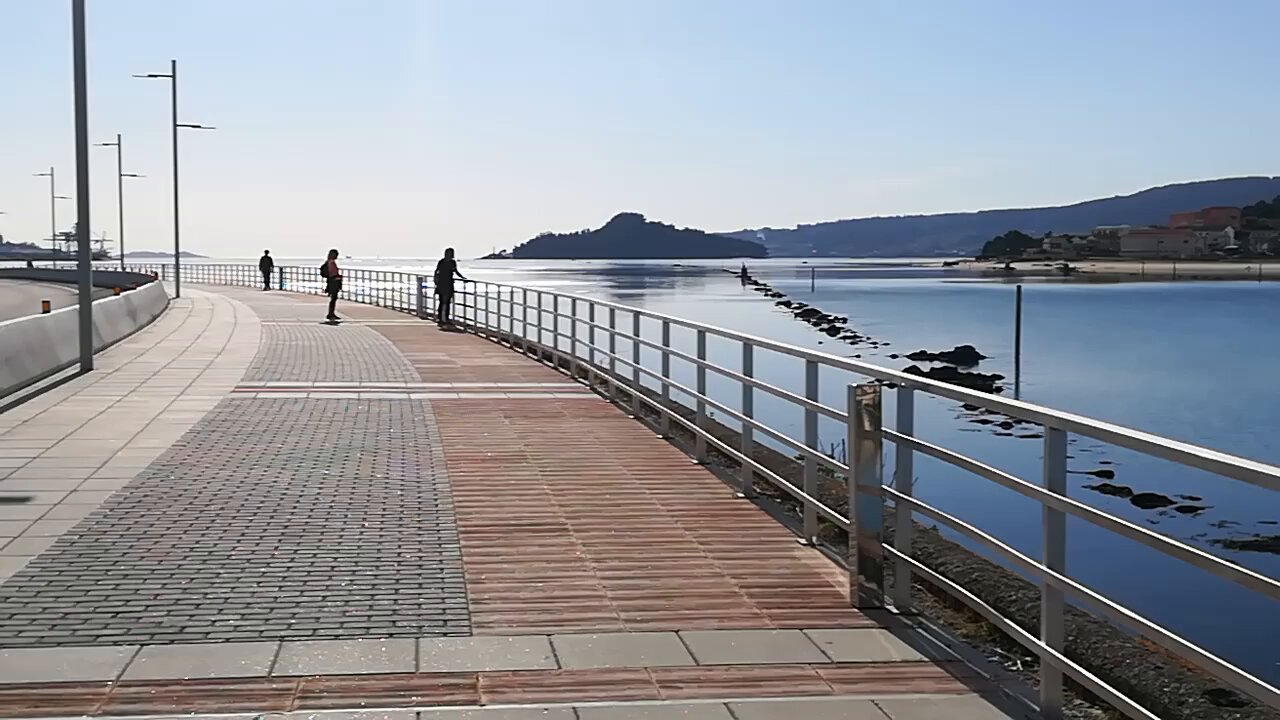
Passeio Marítimo de Pontevedra

- Parque Marismas de Alba, parque natural de 80 hectares.
- Parque Rosalía de Castro, na Xunqueira, no bairro do Burgo.
- Parque da praça de Barcelos.
- Praça da Galiza
- Parque do rio Gafos.
- Parque de Valdecorvos, no bairro de Valdecorvos. Parque de 6 hectares.
- Parque do Belvedere, no bairro de Monte Porreiro.
- Passeio Marítimo de Pontevedra.
- Parque de Lourizán.
- Praia do Lérez, em frente ao parque da Ilha das Esculturas.
- Praia de Placeres, na freguesia de Lourizán, a 4 quilómetros da cidade.

Muito perto da cidade localizam-se a praia de Cabeceira, a praia de Portocelo, a praia de Mogor, a praia de Aguete e na ria de Pontevedra as praias de Lapamán, Areas, Silgar, Montalvo e a famosa praia da Lançada.
O Lago Castiñeiras está localizado a 9 quilómetros da cidade. À sua volta existem grandes áreas recreativas com zonas de piquenique, churrasqueiras, fontes e parques infantis.
A cidade tem uma marina, a marina de Pontevedra e tem também muito perto o Porto de Marín-Pontevedra.

### Clima
O clima é temperado e chuvoso, com uma temperatura média anual de 15 °C e amplitude térmica de 10 °C (entre 10 °C em janeiro e 20 °C em julho). A precipitação média anual é de 1 691 mm, podendo oscilar entre os 1 600 e os 1 800 mm, concentrando-se principalmente no final do outono e no inverno e diminuindo substancialmente entre junho e agosto. Há uma grande propensão para trovoadas atlânticas durante o outono e o inverno, frequentemente com alguma violência. É a cidade galega com mais horas de sol.
| Dados climatológicos para Pontevedra           | Dados climatológicos para Pontevedra | Dados climatológicos para Pontevedra | Dados climatológicos para Pontevedra | Dados climatológicos para Pontevedra | Dados climatológicos para Pontevedra | Dados climatológicos para Pontevedra | Dados climatológicos para Pontevedra | Dados climatológicos para Pontevedra | Dados climatológicos para Pontevedra | Dados climatológicos para Pontevedra | Dados climatológicos para Pontevedra | Dados climatológicos para Pontevedra | Dados climatológicos para Pontevedra |
| Mês                                            | Jan                                  | Fev                                  | Mar                                  | Abr                                  | Mai                                  | Jun                                  | Jul                                  | Ago                                  | Set                                  | Out                                  | Nov                                  | Dez                                  | Ano                                  |
| ---------------------------------------------- | ------------------------------------ | ------------------------------------ | ------------------------------------ | ------------------------------------ | ------------------------------------ | ------------------------------------ | ------------------------------------ | ------------------------------------ | ------------------------------------ | ------------------------------------ | ------------------------------------ | ------------------------------------ | ------------------------------------ |
| Temperatura máxima recorde (°C)                | 22,5                                 | 23,4                                 | 28,4                                 | 31,3                                 | 34,0                                 | 38,0                                 | 39,5                                 | 38,2                                 | 36,6                                 | 32,2                                 | 25,6                                 | 23,4                                 | 39,5                                 |
| Temperatura máxima média (°C)                  | 13,1                                 | 14,3                                 | 16,6                                 | 17,9                                 | 19,9                                 | 23,5                                 | 25,6                                 | 25,6                                 | 23,6                                 | 19,7                                 | 16,0                                 | 13,8                                 | 19,1                                 |
| Temperatura mínima média (°C)                  | 6,0                                  | 6,8                                  | 7,6                                  | 8,5                                  | 10,9                                 | 13,4                                 | 15,4                                 | 15,2                                 | 13,9                                 | 11,4                                 | 8,6                                  | 7,3                                  | 10,4                                 |
| Temperatura mínima recorde (°C)                | −3,6                                 | −1,7                                 | −2,0                                 | 0,6                                  | 4,2                                  | 7,0                                  | 9,2                                  | 9,8                                  | 7,2                                  | 4,2                                  | 0,0                                  | −1,5                                 | −3,6                                 |
| Precipitação (mm)                              | 204                                  | 190                                  | 126                                  | 140                                  | 129                                  | 66                                   | 44                                   | 47                                   | 108                                  | 185                                  | 198                                  | 254                                  | 1 691                                |
| Dias com chuva                                 | 15                                   | 13                                   | 12                                   | 13                                   | 13                                   | 8                                    | 5                                    | 5                                    | 8                                    | 13                                   | 14                                   | 15                                   | 133                                  |
| Dias de sol                                    | 7                                    | 5                                    | 8                                    | 6                                    | 5                                    | 10                                   | 13                                   | 12                                   | 9                                    | 6                                    | 6                                    | 7                                    | 93                                   |
| Insolação (h)                                  | 116                                  | 112                                  | 179                                  | 197                                  | 226                                  | 270                                  | 292                                  | 278                                  | 212                                  | 151                                  | 116                                  | 98                                   | 2 223                                |
| Fonte: Agência Estatal de Meteorologia (AEMET) |                                      |                                      |                                      |                                      |                                      |                                      |                                      |                                      |                                      |                                      |                                      |                                      |                                      |

## Demografia

### População
Em 2021 o município tinha 83 114 habitantes. A zona urbana de Pontevedra (Pontevedra, Poio, Marín, Sanxenxo, Bueu, Vilaboa, Cotobade, Barro, Ponte Caldelas, Soutomaior) em redor da sua ria, incluindo alguns municípios do interior, tem mais de 200 000 habitantes. Pontevedra é uma cidade em crescimento, com a população mais jovem da Galiza e a maior esperança de vida. É a cidade galega que atrai mais pessoas para viver, juntamente com Santiago de Compostela.. É também a cidade galega com o melhor crescimento natural.
| Gráfico da evolução da população de Pontevedra entre 1842 e 2012 |
| --- |
| |
| Nota: Nos casos em que há dados disponíveis para a população de facto e de jure é indicado o valor mais alto dos dois. Entre o censo de 1857 e o anterior a área do município aumentou com a inclusão de Verducido. Entre o censo de 1877 e o anterior, o município foi novamente expandido com a anexação de Alba, Mourente y Salcedo. Entre o de 1950 e o anterior, foi incorporado Xeve e no censo de 1960 foi incorporado Ponte Sampaio. |

## Economia e transportes

### Economia
A economia da cidade é baseada em vários setores diversificados. Os serviços administrativos da província de Pontevedra, que ali têm a sua sede, o turismo cultural e a indústria, especialmente a madeireira e a indústria automóvel auxiliar, o comércio, o exército (A Brilat e a escola Naval de Marín) e a construção. Entre os motores da área metropolitana de Pontevedra está a actividade industrial, comercial e pesqueira do Porto de Marín-Pontevedra. A cidade é o lar de importantes empresas como a cadeia de supermercados Froiz ou outras como a Setga e a EDF Solar.

### Transportes
No que diz respeito aos transportes públicos, Pontevedra tem duas linhas de autocarros urbanos no centro da cidade:
- A linha 1 (vermelha), com 8,4 quilómetros de comprimento, liga o bairro de Monte Porreiro, um dos mais povoados da cidade com mais de 7.000 habitantes e onde se situa o Centro Regional da Universidade Nacional de Educação à Distância (UNED), ao bairro da A Xunqueira e às estações de comboios e autocarros e tem 19 paragens.
- A linha 2 (azul) tem 7,6 quilómetros de comprimento e liga o distrito de Monte Porreiro ao Hospital de Montecelo e à Praça da Galiza, no bairro de Campolongo, com 15 paragens.

Existe também um serviço de autocarros urbanos de alta frequência entre Pontevedra e Marín, que está localizado na área metropolitana de Pontevedra e com o qual a cidade forma um contínuo urbano virtual.
A cidade tem uma estação de autocarros que liga a cidade à maioria das cidades espanholas e galegas e a destinos estrangeiros como o aeroporto do Porto ou cidades em Portugal e França. Há também uma rede de transporte metropolitano que liga Pontevedra às cidades e municípios da área metropolitana de Pontevedra (São Genjo, Poio, Bueu, Soutomaior, Vilaboa, Ponte Caldelas, Moraña, Campo Lameiro, Barro e Cerdedo-Cotobade) que é subsidiado pela câmara municipal de Pontevedra e pela Junta da Galiza.
A empresa ferroviária nacional espanhola Renfe opera em Pontevedra, ligando a cidade com várias povoações galegas e do resto de Espanha. O serviço de alta velocidade passa pela Estação Ferroviária de Pontevedra. Esta linha encurtou a duração das viagens a partir de Pontevedra para 30 minutos para Santiago, para 60 minutos para a Corunha, para 82 minutos para Ourense e para 14 minutos para Vigo. O serviço é feito em comboios regionais de alta velocidade Avant e Alvia. A Renfe também tem o apeadeiro de Pontevedra-Universidade na cidade para servir o campus da Xunqueira e os bairros Monte Porreiro, Tafisa e A Seca.

## Urbanismo e espaços urbanos
A cidade é conhecida pelo seu planeamento urbano, pela sua pedonalização e pelo encanto do seu centro histórico. Tornou-se uma referência mundial em termos de pedonalização, acessibilidade e desenvolvimento sustentável. Nos últimos anos tem recebido vários prémios internacionais pela sua qualidade de vida urbana, acessibilidade e política de mobilidade urbana, incluindo o Prémio Europeu Intermodes em 2013 em Bruxelas; o Prémio Internacional ONU-Habitat em 2014 no Dubai (Emirados Árabes Unidos), o Prémio de Excelência Urbana do Center for Active Design em 2015 em Nova Iorque, ou o 1.º Prémio de Segurança Urbana da Comissão Europeia em 2020, entre outros. Vários estudos europeus ou americanos sobre o seu planejamento urbano exemplar têm sido realizados nos últimos anos. O prestigioso jornal britânico The Guardian definiu-a em Setembro de 2018 como um paraíso entre as cidades espanholas.
Pontevedra é a cidade com mais zonas pedonais da Galiza. Em Pontevedra, foi criado o famoso mapa para peões Metrominuto para a mobilidade urbana. É um mapa baseado na estética dos mapas do metro, que marca as distâncias pedonais entre os pontos mais importantes da cidade e o tempo que leva a cobri-los. O Metrominuto tem sido utilizado como modelo em cidades europeias como Toulouse, em França, Florença, Ferrara, Modena ou Cagliari em Itália, ou outras como o distrito dos Anjos em Londres, Torres Vedras em Portugal, Poznan na Polónia e até Belgorod na Rússia. Em Espanha, inspirou o Metrominuto de muitas cidades como Salamanca, Saragoça, Cádis, Granada, Sevilha, Jerez de la Frontera, Coruña ou Pamplona.

### Zonas da cidade e bairros
O núcleo urbano tem numerosos bairros, alguns pequenos e outros relativamente grandes.
- Centro histórico (Casco antiguo) — É a zona mais antiga da cidade, outrora muralhada, onde se encontram a maior parte dos monumentos, como é o caso de muitas praças de origem medieval, como a da Verdura, a do Teucro, a da Ferraria e o chafariz da Ferraria ou a da Lenha, entre outras, ruas como a Rua Real, ou a Basílica de Santa Maria Maior.
- A Moureira — Estende-se ao longo do rio Lérez pela Avenida das Corvaceiras. Antigo bairro marítimo, de que hoje resta pouco devido às construções dos anos 1970, o seu urbanismo é algo caótico por ter a mesma planta que tinha há vários séculos. Ali se encontram a capela de São Roque, o porto desportivo e o Grémio de Mareantes. Entre A Moureira e a Praça de Espanha encontra-se a Praça Concepción Arenal.
- Alameda-Palmeiras — Parte da cidade erigida em finais do século XIX, tem vários edifícios importantes, como a sede do município (concello), da Deputação Provincial, o Instituto Valle-Inclán, etc., quase todos desenhados por Alejandro Sesmero, juntamente com a Alameda, a Gran Vía de Montero Ríos, os Jardins de Vincenti e de Colombo no Parque das Palmeiras, e áreas como a Praça de Espanha, a Rua Marquês de Riestra, a Rua General Gutiérrez Mellado (também conhecida como rua dos bancos pela quantidade de sucursais bancárias que ali se encontram), etc.
- A Peregrina-Ensanche — Área com muito comércio, as suas ruas estão pejadas de lojas, tanto de pequena dimensão como de grandes cadeias. As lojas de grandes marcas situam-se maioritariamente no eixo Benito Corbal - Daniel de la Sota - Sagasta. As principais praças são a da Peregrina, ponto nevrálgico da urbe e cuja igreja é muito popular, a Glorieta de Compostela, onde se localiza a Fonte das Crianças, e a de São José, chamada popularmente Praça dos Músicos onde está o Monumento à Tertúlia (Círculo Literário no Café Moderno). É nesta zona perto da rua Michelena, da rua da Oliva e da rua García Camba que se encontram as antigas Caixa de Pontevedra e Caixa Galicia.
- Campolongo — Área residencial surgida nos anos 1970 nos terrenos do antigo pazo de Paco Leis. Dispõe de um parque, uma igreja e um grande centro admistrativo da Junta da Galiza e do Ministério da Fazenda, situado na Avenida María Victoria Moreno.
- Santo Antoniño-Santa Clara — É provavelmente um dos primeiros bairros de habitação social da cidade. As casas subvencionadas encontram-se sobretudo na Rua de San Antoniño. A Praça de Barcelos é uma das mais abertas da cidade. Outros pontos de interesse são o Estádio da Xuventude em Pai Fernando Olmedo, o convento de Santa Clara e a Ponte dos Tirantes.
- O Burgo-A Xunqueira — O Burgo, antiga aldeia extramuros, é um dos maiores bairros residenciais da cidade; situa-se em redor das ruas Coruña e Médico Ballina. Ali se encontram o Estádio de Pasarón, casa do Pontevedra Club de Fútbol, e a capela de Santiaguiño. A Ponte do Burgo liga esta área ao Casco Vello e a Avenida de Compostela constitui a saída norte da cidade, separando O Burgo da Xunqueira. Nesta zona encontra-se o Campus de Pontevedra, as escolas da Xunqueira, a cidade desportiva, o Palácio de Congressos e Auditório e o Centro de exposições de Pontevedra e o Parque da Família e a Ilha das Esculturas.
- A Eiriña — Antiga aldeia da qual já nada resta, ali se encontra o Hospital Provincial de Pontevedra e um numerosas casas recentes, cujo número continua a crescer.
- O Gorgullón — Situado na margem oriental do rio dos Gafos, o seu eixo central é a Avenida Eduardo Pondal. Ali se situam as estações de comboio e de autocarros.
- Os Salgueiriños — Nasceu como uma urbanização social e atualmente é uma área quase exclusivamente residencial, construída nos anos 1950 e que constitui a entrada oriental da cidade. A sua rua principal é a Loureiro Crespo (estrada de Ourense).
- Valdecorvos — É um bairro que surgiu no final dos anos 2000, na entrada oriental da cidade. A sua rua principal é Prado Novo, muito perto da rua Loureiro Crespo e da estrada de Ourense. É um bairro quase 100% residencial.
- A Seca — Outro bairro residencial, onde antigamente se situava a fábrica madeireira Tafisa. Há planos para que o Campus de Pontevedra seja ampliado para esta zona.
- A Parda — Zona totalmente residencial moderna onde se situam a Cidade da Justiça de Pontevedra, o Colégio Sagrado Coração, o conservatório e o centro de saúde da Parda.
- Josefina Arruti-estações — Zona de construção muito recente em redor da avenida do mesmo nome. Ali se situa o Nó Pino, onde todos os dias há grandes congestionamentos rodoviários devido a ali confluírem as estradas PO-10 (circunvalação de Pontevedra), a N-550, um dos principais eixos rodoviários da Galiza (Tui-Corunha) e a PO-542.
- Monte Porreiro — Bairro construído nos anos 1970, é um dos mais povoados da cidade. Ali se encontra a Universidade Nacional de Educação à Distância (UNED) e outros serviços públicos.
- San Amaro — Área residencial onde há muitas vivendas unifamiliares onde se encontra o cemitério e a capela homóninas.
- Avenida de Lugo-Santa Margarida — A Avenida de Lugo é a saída da cidade em direção a Cotobade e Ourense. Tem grandes superfícies comerciais, restaurantes de fast-food bem conhecidos e concessionários de automóveis. O principal atrativo de Santa Margarida é a sua capela e o seu carvalho.
- Mollavao-A Ruibal — Antiga aldeia à beira-mar atualmente convertida em zona residencial de média e baixa densidade. É atravessada pela Autoestrada do Atlântico (AP-9) e pela estrada para Marín.
- San Brais-Fontesanta — Zona de chalés e antigas casas de habitação social já perto de Salcedo, ali se encontra uma capela dedicada a San Brais e um hipermercado.

### Praças medievais
As praças medievais do centro histórico de Pontevedra e as da sua primeira expansão urbana destacam-se como pequenos salões de proporções regulares e geométricas. Muitas delas evocam com os seus nomes comerciais as actividades que aí tiveram lugar há séculos: Praça de lenha, das legumes, da pedreira, da forja, do cais... As mais populares são as seguintes: Praça da Lenha, Praça da Ferraria, Praça do Teucro, Praça da Verdura, Praça de Méndez Núñez, Praça da Pedreira, Praça Curros Enríquez, Praça da Peregrina, Praça de Espanha, Praça das Cinco Ruas, Praça do Cais, Praça Alonso de Fonseca (ou de Santa Maria) e Praça de São José.
Outras praças emblemáticas mais modernas da cidade são a Praça de Barcelos e a Praça da Galiza.

### Estátuas e memoriais
Na cidade há muitas esculturas entre as quais se destacam as seguintes:
- Monumento aos heróis de Puente Sampayo criado em 1911 pelo escultor Julio González Pola — Comemora a vitória sobre as tropas napoleónicas na batalha de Ponte Sampaio em junho de 1809.
- Estátua de Teucro. Estátua do fundador mítico da cidade, criada pelo escultor Candido Pazos em 2006.
- Monumento à Tertúlia (Círculo Literário no Café Moderno). Grupo escultórico criado pelo escultor César Lombera em 2006.
- O Fiel contraste. Grupo escultórico criado pelo escultor Ramón Conde em 2010.
- Estátua de Valle-Inclán. Estátua criada pelo escultor César Lombera em 2003.
- Papagaio Ravachol, escultura criada pelo escultor José Luis Penado em 2006.
- Dorna. Escultura criada pelo artista Xaime Quesada em 2001.

### Pontes
- Ponte do Burgo — Construída no século XII sobre as ruínas de uma antiga ponte romana, muito modificada ao longo do tempo, faz parte do Caminho Português de Santiago. Ali se assinou a chamada Paz de Lérez, entre o rei Fernando II de Leão e o rei Afonso Henriques de Portugal.
- Ponte da Barca - Construída em 1894.
- Ponte dos Tirantes — Construída em 1995, é formada por uma torre de 56 metros de altura que sustenta o tabuleiro mediante cabos (daí o seu nome). Outras duas filas de cabos decorativos são rematados por duas rotundas. É uma das pontes mais originais da Espanha.
- Ponte das Correntes — Ponte em arco que cruza o rio Lérez, inaugurada em 28 de junho de 2012. É constituída por dois arcos metálicos os quais saem 17 cabos que seguram o tabuleiro. Nas duas extremidades há dois tubos que ligam as duas margens, com uma zona de peões uma ciclovia no interior.
- Ponte de Santiago — Ponte em viga construída em 1983.
- Ponte da Palavra — Ponte com pilares em forma de V no bairro de Monte Porreiro em 2011.
- Ponte da Ria — Ponte construída em 1992.
- Ponte de Ponte Sampaio — Ponte medieval na paróquia civil de Ponte Sampaio.

Outras ponte é a ponte pedonal da ilha das Esculturas construída em 1997.

## Património

### Arquitetura religiosa
- Santuário das Aparições — Situado no Convento das Irmãs Doroteias, onde residiu durante algum tempo a Irmã Lúcia, vidente das aparições de Nossa Senhora de Fátima.

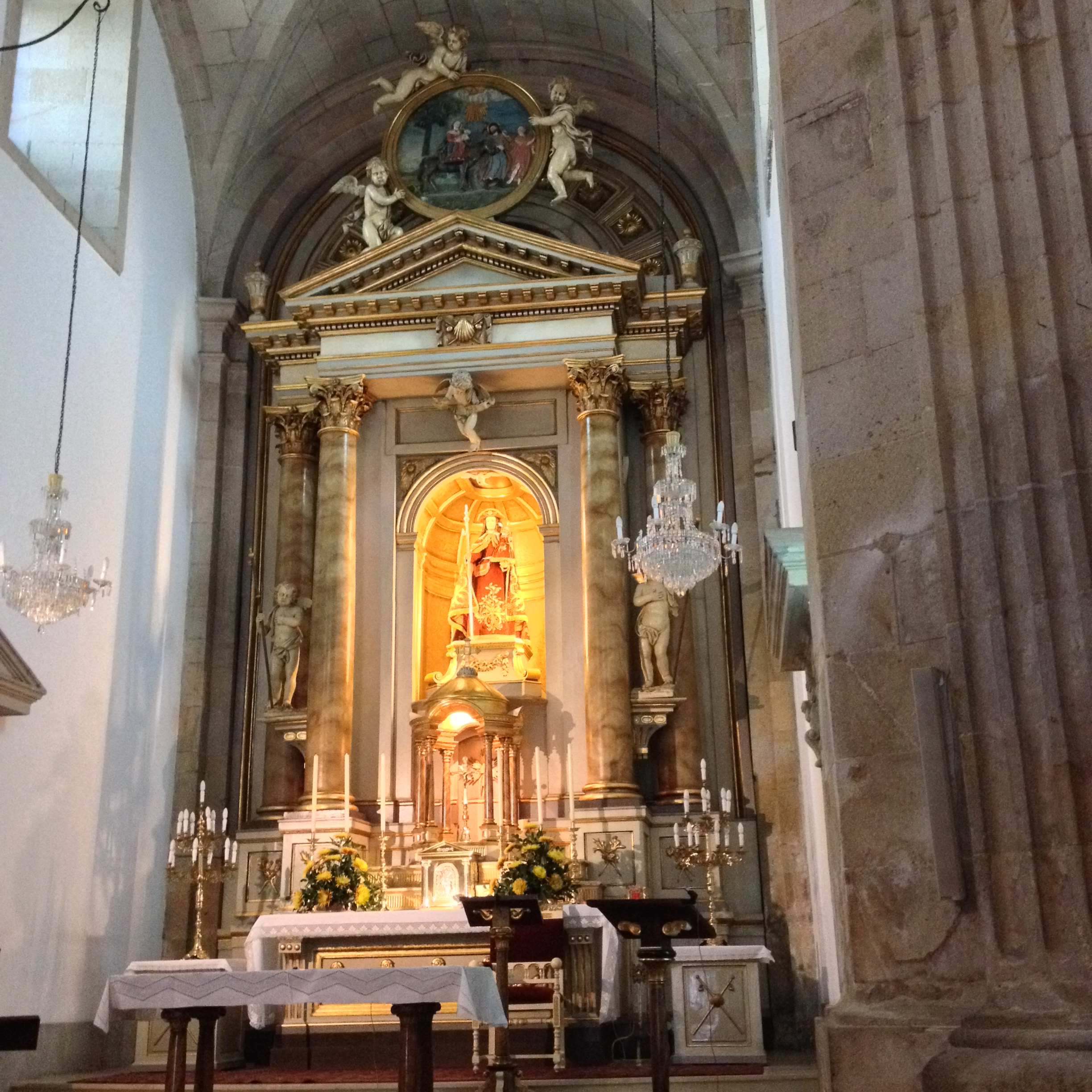
Altar da Igreja da Peregrina

- Ruínas de São Domingos — Restos da igreja e convento de São Domingos, atualmente é um dos espaços do Museu de Pontevedra. Conserva-se a cabeceira da igreja, com cinco absides góticas de finais do século XIV. Abandonadas no século XIX, foram declaradas Monumento Nacional em 1895.
- Basílica de Santa Maria Maior — Construída por iniciativa do Grémio de Mareantes, data do século XVI e foi realizada em estilo gótico tardio com influências manuelinas e renascentistas. Destaca-se a fachada principal, de estilo plateresco, realizada por Cornielis da Holanda e o português João Nobre e, na fachada sul, os relevos didáticos com cenas de história sagrada e fábulas, bem como representações da cidade com as suas muralhas.

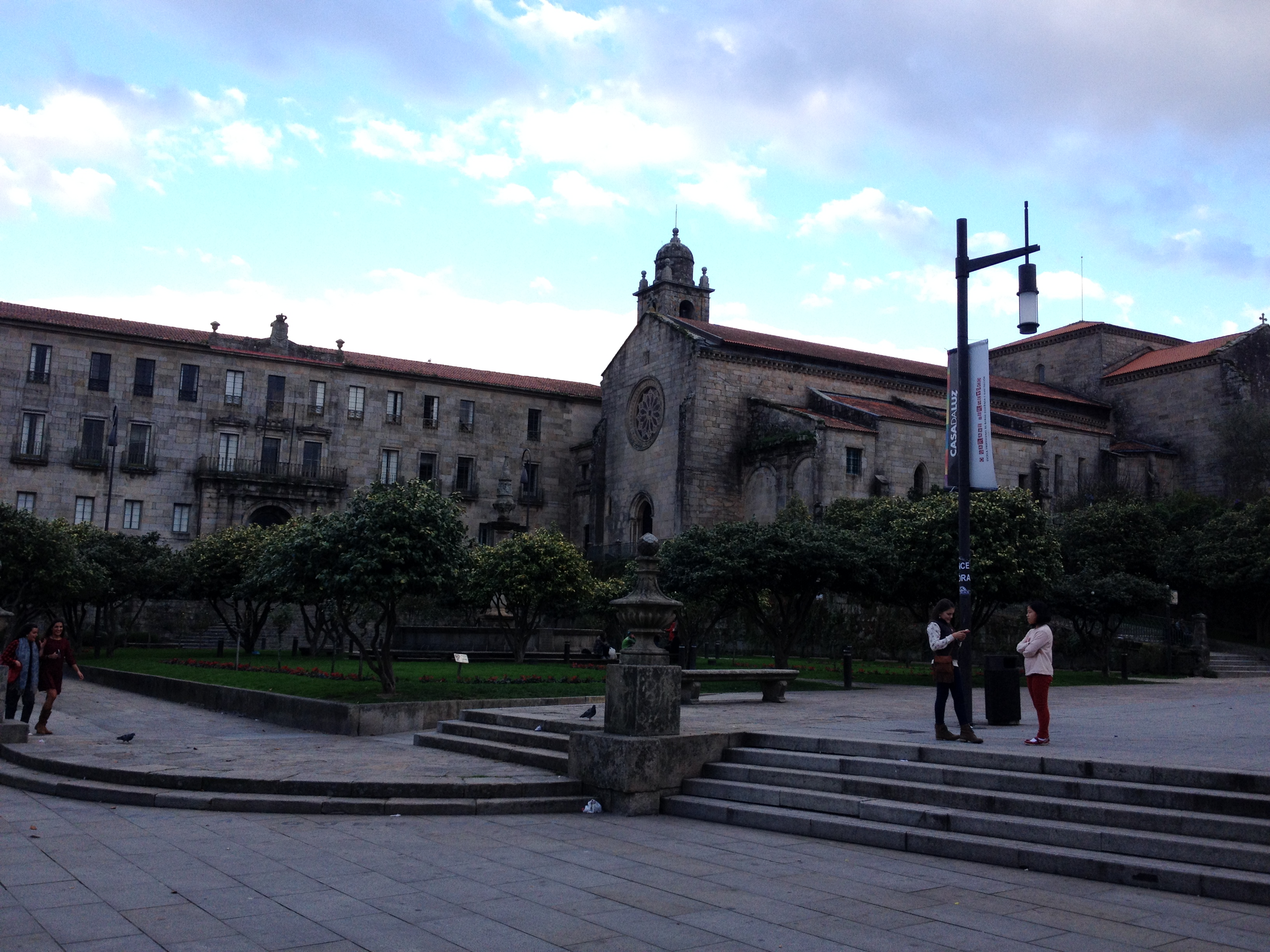
Convento de São Francisco em Pontevedra. Foto de novembro de 2015.

- Capela do Nazareno, barroca — Antiga capela do convento de clausura das Irmãs Emparedadas, data do século XIV. A imagem do Cristo Nazareno é muito venerada pelos crentes.
- Igreja da Virgem Peregrina — Santuário de Nossa Senhora Peregrina, padroeira da província de Pontevedra e do Caminho Português de Santiago, foi edificado no século XVIII. A sua planta simula uma concha de vieira, símbolo do Caminho de Santiago. Na sua fachada há imagens da Virgem, São José e Santiago, todos vestidos como peregrinos. No interior há uma imagem da Virgem do século XIX.
- Igreja de São Francisco — Datada do século XIII, fazia parte do Convento de São Francisco. A fachada românica é tudo o que resta da construção original, pois tanto a igreja como o convento sofreram muitas modificações ao longo do tempo, especialmente na Idade Média e Idade Moderna. Em 1836, com a desamortização de Mendizábal, tanto o convento como a igreja foram deixados ao abandono, o que esteve na origem de grandes estragos e inclusivamente a destruição de uma capela. Desde a sua origem foi lugar de enterro das famílias ilustres da cidade. No seu interior destacam-se vários sarcófagos do século XV e os de Paio Gómez Chariño, trovador e almirante, e da sua esposa.
- Igreja de São Bartolomeu — Foi construída entre os séculos XVII e XVIII pelos Jesuítas. Os retábulos são barrocos e neles destacam-se as imagens de Santo Inácio de Loiola, São Francisco Xavier e São Francisco de Borja e da Virgem do Ó, padroeira da cidade.
- Convento de Santa Clara — A comunidade das freiras clarissas instalou-se em Pontevedra no século XIII; a igreja do convento data do século XIV. O convento foi célebre na cidade por ser o lugar escolhido pelas famílias ilustres para o retiro das filhas solteiras.
- Igreja de Nossa Senhora dos Placeres, de estilo neogótico do século XIX.
- Mosteiro de San Salvador de Lérez. Em estilo renascentista-barroco, num local pitoresco, este antigo mosteiro beneditino tem uma igreja (do século XVIII) cuja fachada é ladeada por duas torres. Adjacente à igreja, encontra-se uma das galerias do antigo claustro renascentista do século XVI.
- Colégio da Companhia de Jesus, antigo Colégio Jesuíta na cidade na rua Sarmiento, barroco do século XVIII.
- Capela de São Roque, neoclássica do século XIX.
- Capela das Almas, neogótica do século XIX.

### Edifícios públicos
- Casa consistorial de Pontevedra — Sede do governo municipal, é uma obra de Alejandro Sesmero, inspirada  no estilo Luís XV (Rococó). Ao lado do acesso da traseiro encontra-se a escultura de Ramón Conde intitulada "O Fiel contraste", que recorda o ato de fiscalizar os pesos e medidas à entrada da cidade.
- Palácio da Deputação de Pontevedra — Finalizado em 1890, é obra de Alejandro e Domingo Sesmero.
- Convento de São Francisco — Edifício onde funcionava a delegação provincial das finanças (hacienda), fez parte das instalações conventuais do Convento de São Francisco. Integrada na fachada encontra-se a única porta da muralha da cidade que ainda se conserva.
- Teatro Principal — Edifício curioso, construído em 1864 com materiais provenientes da fortaleza dita das Torres Arcebispais no espaço da Igreja de São Bartolomeu, o Velho. Foi inaugurado em 1874 e reinaugurado em 1987 segundo um projeto do arquiteto José Miyer Caridad, depois de um incêndio em 1980. Além de um auditório com capacidade para 434 pessoas, tem duas salas de exposição.
- Liceo Casino, obra de Domingo Lareu (1878).
- Edifício do Ministério da Defesa em Pontevedra, obra de Alejandro Sesmero (1892).
- Hospital Provincial de Pontevedra, obra de León Domercq e Siro Borrajo, foi inaugurado em 14 de dezembro de 1897.
- Edifício do Banco de Espanha, obra de José Fermín de Astiz Bárcena, foi inaugurado em 1903.
- Estação Central dos Correios de Pontevedra, obra de Carlos Gato Soldevilla, foi inaugurada en 1929.
- Edifício da associação oficial de agrimensores de quantidades e arquitectos técnicos de Pontevedra.
- Mercado central de Pontevedra, obra de Emilio Quiroga Losada, foi inaugurado em 1948.
- Palácio da Justiça de Pontevedra, obra de Robustiano Fernández Cochón e Germán Álvarez de Sotomayor y Castro, foi inaugurado a 17 de setembro de 1956.
- Governo Civil de Pontevedra, obra de Enrique López-Izquierdo Blanco, inaugurado em 1958.
- Biblioteca Pública de Pontevedra, obra de Julio Simonet Barrio, foi inaugurada em 1988.
- Palácio de Congressos e Auditório de Pontevedra, obra de Manuel de las Casas, foi inaugurado em 1997.
- Centro de exposições de Pontevedra, obra de Manuel de las Casas, foi inaugurado em 1998.
- Edifício dos Tribunais da Parda (1998), obra de Fernando Martínez Sarandeses.[36]
- Faculdade de Comunicação (2000), obra do arquitecto José Carlos Arrojo Lois.[37] · [38]
- Cidade Administrativa de Pontevedra, obra de Manuel Gallego Jorreto, foi inaugurada em 2008.
- Edifício Castelao, obra de Jesús Ulargui e Eduardo Pesquera, foi inaugurado em 2013.
- Novo edifício dos tribunais, inaugurado em 2019.

### Arquitetura civil
- Casa dos Sinos — Construída no século XV e de estilo gótico, considera-se o edifício civil mais antigo da cidade e está ligado a Benito Soto, um pirata e aventureiro pontevedrês do século XIX famoso pela sua crueldade e conhecido como "o último pirata do Atlântico".
- Casa dos Vaamonde — Construída por volta de 1500 e de estilo gótico-renascentista, é um dos edifícios mais antigos da cidade.
- Casa do Correio Velho — Construída no século XVI e de estilo gótico, é um dos edifícios mais antigos da cidade.
- Pazo dos Condes de Maceda ou Casa del Barón — Pazo atualmente convertido num Parador Nacional (hotel), o primeiro da Galiza, inaugurado em 1955. O palacete foi construído sobre uma antiga vila romana. Pertenceu à família do marquês de Figueroa e da Atalaya, passou depois para a posse de Eduardo Cea y Naharro, barão de Goda, que lhe deu o ar palaciano que tem atualmente.
- Casa das Caras - Situada na praça da Estrela, é de estilo barroco e neoclássico do século XVIII.
- Pazo de Mugartegui — Situado na praça homónima, este palacete do século XVII é um dos melhores exemplares de arquitetura urbana barroca da Galiza. Atualmente é a sede do Conselho Regulador da Denominação de Origem Rias Baixas.
- Pazo de Castro Monteagudo, pazo barroco de 1760, actualmente um dos locais do Museu de Pontevedra.
- Pazo de García Flórez, pazo barroco do século XVIII, actualmente um dos locais do Museu de Pontevedra.
- Palacete das Mendoza — Residência da família Méndez Múñez do século XIX.
- Mansão do Marquês de Riestra, edifício ecléctico do final do século XIX.
- Paço de Lourizán. Grande Palácio Art Nouveau desenhado pelo arquitecto Genaro de la Fuente no final do século XIX. O político e advogado Montero Ríos vivia lá. Tem 54 hectares de terra divididos em jardim botânico e um bosque com quase 2.000 espécimes de diferentes espécies.
- Edifício da Escola Normal de Pontevedra do ano 1899.
- Casa Fonseca. Na rua Colón, é uma casa de estilo neoclássico. A sua fachada é inspirada pela igreja parisiense da Madeleine (finais do século XIX).
- Café Moderno — Edifício art nouveau e eclético do ano 1902.
- Villa Pilar — Mansão em estilo eclético e art nouveau construída em 1905 na rua Marquês de Riestra.
- Quartel de São Fernando (1906-1909).
- IES Valle-Inclán — Grande edifício eclético e art nouveau (1905-1926).
- Edifício Gran Garaje - Edifício art nouveau do ano 1915 na rua Benito Corbal.
- Edifício da Caixa de Pontevedra (1948).
- Pavilhão Municipal de Desportos de Pontevedra (1965), projectado pelo arquitecto Alejandro de la Sota.

### Arquitetura militar
- Muralha de Pontevedra

## Cultura

### Museus
- Museu de Pontevedra — Repartido entre seis edifícios (Ruínas de San Domingos, García Flórez, Fernández López, Sarmiento, Castro Monteagudo e Edifício Castelao), conta com 60 salas de exposição permanente e tem no seu acervo mais de 16 000 peças, entre pinturas, esculturas, mobiliário, desenhos, ilustrações, objetos arquelógicos e etnográficos, moedas, instrumentos musicais, joias, etc., recolhidas principalmente na Galiza e em particular na província de Pontevedra.
- Centro de Interpretação das Torres Arquiepiscopais (CITA).

### Bibliotecas e centros de investigação
A cidade alberga a Biblioteca Pública do Estado e outras bibliotecas como a Biblioteca do Museu de Pontevedra, que é dedicada principalmente a investigadores, e bibliotecas universitárias como a Biblioteca Central do Campus de Pontevedra e a Biblioteca da Universidade Nacional de Educação à Distância.

### Festividades
As festas do padroeiro da cidade, São Sebastião, celebram-se no dia 20 de janeiro. As festas da padroeira, a Virgem do Ó realizam-se em 18 de dezembro. Durante o Carnaval, o enterro do papagaio Ravachol é celebrado e imortalizado.
Contudo, as festas mais importantes e mais famosas são as da Virgem Peregrina, padroeira da província, que são celebradas entre o segundo sábado e o terceiro domingo de agosto, acompanhadas duma feira taurina. O dia da Peregrina é o segundo domingo de agosto, dia em que se realiza uma procissão, que termina com a atuação do grupo de danças Duos Pontes e o seu tradicional baile de fitas, no fim do qual é soltada uma pomba.
Outras festas importantes são as de Santiaguiño, padroeiro da paróquia do Burgo, no dia 25 de julho, a romaria de San Benitiño de Lérez, padroeiro da paróquia de Lérez, em 11 de julho, e a Feira Franca, no primeiro sábado de setembro.

### Associações Culturais
Existem várias associações culturais importantes na cidade, tais como o Ateneo de Pontevedra, o Cineclube de Pontevedra o Liceo Mutante ou a Aula Castelao de Filosofia.

## Mídia

### Meios de comunicação impressos
Os principais jornais em Pontevedra são:
- Diario de Pontevedra, o principal jornal diário da cidade e da sua região urbana, fundado em 1889.
- Pontevedra Viva, um importante jornal online da cidade de Pontevedra e da sua área urbana, fundado em 2012.
- A cidade tem também uma edição específica do principal jornal galego, La Voz de Galicia.

### Audiovisual
RTVE, a Rádio e Televisão Pública Espanhola, e RTVG, a Rádio e Televisão Pública Galega, emitem programas de informação locais nos seus canais. Entre 1994 e 2012, Pontevedra teve uma estação de televisão local, Localia Pontevedra. A maioria das estações de rádio nacionais emitem os seus programas na região de Pontevedra, incluindo a Rádio Nacional, Cadena Ser, Cadena COPE, Onda Cero e Punto Radio.

## Infraestruturas

### Educação
Ao nível superior a cidade é a sede do Centro Regional da Universidade Nacional de Educação à Distância (UNED) na província de Pontevedra e do Campus de Pontevedra com mais de 4000 estudantes, com faculdades como a Faculdade de Belas Artes e a Faculdade de Comunicação. A cidade tem a única Escola Superior para a Conservação e Restauração de Bens Culturais da Galiza.
A cidade tem também um vasto número de escolas públicas e privadas de ensino básico e secundário públicas e privadas, vários centros de formação profissional, um centro de educação contínua para adultos (EPA) e vários conservatórios. Tem também uma escola de gestão hoteleira (Carlos Oroza), o Centro Galego de Tecnologia Desportiva, a única escola de banda desenhada na Galiza e uma escola oficial de línguas (EOI) onde se ensina inglês, francês, português, italiano, alemão e galego.

### Saúde
A cidade é a sede do Centro hospitalar universitário de Pontevedra, o centro público de referência hospitalar para o centro e norte da província de Pontevedra e do Hospital Quirón Salud Miguel Domínguez, um centro hospitalar privado. Tem também o centro de reabilitação neurológica Quirón e muitos centros médicos públicos e privados.

## Cidades-gémeas
| Merlo (Argentina) Salvador (Brasil) São José (Costa Rica) São Domingos (República Dominicana) |  | Lepanto (Grécia) Barcelos (Portugal) Gondomar (Portugal) Vila Nova de Cerveira (Portugal) |